# Paradagmaritinae
Paradagmaritinae es una subfamilia de foraminíferos bentónicos cuyos taxones se han incluido tradicionalmente en la subfamilia Dagmaritinae, de la familia Biseriamminidae, de la superfamilia Palaeotextularioidea, del suborden Fusulinina y del orden Fusulinida. Su rango cronoestratigráfico abarca desde el Wuchiapingiense hasta el Changhsingiense (Pérmico superior).

## Discusión
Clasificaciones más recientes incluyen Paradagmaritinae en la familia Globivalvulinidae, de la superfamilia Globivalvulinoidea, del suborden Endothyrina, del orden Endothyrida, de la subclase Fusulinana y de la clase Fusulinata.

## Clasificación
Paradagmaritinae incluye a los siguientes géneros:
- Paradagmacrusta †
- Paradagmarita †
- Paradagmaritella †
- Paradagmaritopsis †
- Paremiratella †